# Обојак (Фојница)
Обојак је насељено место у Босни и Херцеговини у општини Фојница. Административно припада Федерацији Босне и Херцеговине, односно њеном Средњобосанском кантону. Према попису становништва из 2013. у насељу је било 130 становника, а већинску популацију чинили су Бошњаци.

## Становништво
По последњем службеном попису становништва из 2013. године у овом насељу живело је 130 становника, а село је било етнички хомогено са већинском бошњачком популацијом.
| Националност | 2013. | 1991.        | 1981.        | 1971.        |
| Бошњаци      | —     | 203 (97,60%) | 204 (99,51%) | 187 (98,94%) |
| Хрвати       | —     | 5 (2,40%)    | 0            | 0            |
| Срби         | —     | 0            | 1 (0,48%)    | 0            |
| остали       | —     | 0            | 0            | 2 (1,05%)    |
| Укупно       | 130   | 208          | 205          | 189          |